# Titularbistum Formiae
Formiae (ital.: Formia) ist ein Titularbistum der römisch-katholischen Kirche.
Es geht zurück auf einen untergegangenen Bischofssitz in der gleichnamigen antiken Stadt, die in der Landschaft Kampanien (spätantike römische Provinz Campania) an der Westküste der Italienischen Halbinsel auf dem Gebiet der heutigen Stadt Formia lag.
| Titularbischöfe von Formiae |                                                  |                                          |               |                  |
| Nr.                         | Name                                             | Amt                                      | von           | bis              |
| 1                           | Carlo Allorio                                    | emeritierter Bischof von Pavia (Italien) | 2. Juli 1968  | 9. Dezember 1969 |
| 2                           | Mario Tagliaferri Titularerzbischof pro hac vice | Apostolischer Nuntius                    | 5. März 1970  | 21. Mai 1999     |
| 3                           | Orlando Antonini Titularerzbischof pro hac vice  | Apostolischer Nuntius                    | 24. Juli 1999 |                  |